# E3 Prijs Harelbeke 1986
L'E3 Prijs Harelbeke 1986, ventinovesima edizione della corsa, si svolse il 22 marzo su un percorso di 225 km, con partenza ed arrivo a Harelbeke. Fu vinta dal belga Eric Vanderaerden della squadra Panasonic davanti agli olandesi Frits Pirard e Jos Lammertink.

## Ordine d'arrivo (Top 10)
| Pos. | Corridore         | Squadra                | Tempo    |
| ---- | ----------------- | ---------------------- | -------- |
| 1    | Eric Vanderaerden | Panasonic              | 5h50'00" |
| 2    | Frits Pirard      | Skala-Skil             | s.t.     |
| 3    | Jos Lammertink    | Panasonic              | s.t.     |
| 4    | Patrick Versluys  | Fangio-Lois-Mavic      | a 2'35"  |
| 5    | Gerrit Solleveld  | Kwantum Hallen-Decosol | s.t.     |
| 6    | Carlo Bomans      | Lotto-Eddy Merckx      | s.t.     |
| 7    | Yvan Lamote       | Hitachi-Marc-Splendor  | a 3'36"  |
| 8    | Werner Devos      | Roland-Van De Ven      | s.t.     |
| 9    | Henk Lubberding   | Panasonic              | s.t.     |
| 10   | Hennie Kuiper     | Skala-Skil             | s.t.     |